# Lista över fornlämningar i Österåkers kommun
Lista över fornlämningar i Österåkers kommun är en förteckning av ett urval av de fornlämningar som finns i Österåkers kommun.

## Ljusterö
| Namn          | Lämningstyp      | Tillkomsttid | Historisk indelning | Plats | Läge                 | ID-nr          | Bild                                 |
| ------------- | ---------------- | ------------ | ------------------- | ----- | -------------------- | -------------- | ------------------------------------ |
| Ljusterö 1:1  | Gravfält         |              | Ljusterö, Uppland   |       | 59.540946, 18.655928 | 10004400010001 | Ladda upp en bild av detta fornminne |
| Ljusterö 2:1  | Gravfält         |              | Ljusterö, Uppland   |       | 59.536342, 18.654851 | 10004400020001 | Ladda upp en bild av detta fornminne |
| Ljusterö 3:1  | Gravfält         |              | Ljusterö, Uppland   |       | 59.535117, 18.651171 | 10004400030001 | Ladda upp en bild av detta fornminne |
| Ljusterö 5:1  | Hög              |              | Ljusterö, Uppland   |       | 59.533370, 18.652853 | 10004400050001 | Ladda upp en bild av detta fornminne |
| Ljusterö 5:2  | Stensättning     |              | Ljusterö, Uppland   |       | 59.533411, 18.652630 | 10004400050002 | Ladda upp en bild av detta fornminne |
| Ljusterö 6:1  | Gravfält         |              | Ljusterö, Uppland   |       | 59.527130, 18.584561 | 10004400060001 | Ladda upp en bild av detta fornminne |
| Ljusterö 7:1  | Stensättning     |              | Ljusterö, Uppland   |       | 59.527307, 18.583532 | 10004400070001 | Ladda upp en bild av detta fornminne |
| Ljusterö 8:1  | Gravfält         |              | Ljusterö, Uppland   |       | 59.506957, 18.573741 | 10004400080001 | Ladda upp en bild av detta fornminne |
| Ljusterö 8:2  | Stensättning     |              | Ljusterö, Uppland   |       | 59.506910, 18.574224 | 10004400080002 | Ladda upp en bild av detta fornminne |
| Ljusterö 8:3  | Stensättning     |              | Ljusterö, Uppland   |       | 59.506847, 18.574499 | 10004400080003 | Ladda upp en bild av detta fornminne |
| Ljusterö 9:1  | Gravfält         |              | Ljusterö, Uppland   |       | 59.506068, 18.572226 | 10004400090001 | Ladda upp en bild av detta fornminne |
| Ljusterö 10:1 | Gravfält         |              | Ljusterö, Uppland   |       | 59.501145, 18.582311 | 10004400100001 | Ladda upp en bild av detta fornminne |
| Ljusterö 11:1 | Gravfält         |              | Ljusterö, Uppland   |       | 59.500699, 18.580887 | 10004400110001 | Ladda upp en bild av detta fornminne |
| Ljusterö 12:1 | Gravfält         |              | Ljusterö, Uppland   |       | 59.499506, 18.580749 | 10004400120001 | Ladda upp en bild av detta fornminne |
| Ljusterö 13:1 | Gravfält         |              | Ljusterö, Uppland   |       | 59.483133, 18.548751 | 10004400130001 | Ladda upp en bild av detta fornminne |
| Ljusterö 14:1 | Gravfält         |              | Ljusterö, Uppland   |       | 59.479231, 18.550649 | 10004400140001 | Ladda upp en bild av detta fornminne |
| Ljusterö 33:1 | Stensättning     |              | Ljusterö, Uppland   |       | 59.512274, 18.608027 | 10004400330001 | Ladda upp en bild av detta fornminne |
| Ljusterö 35:1 | Begravningsplats |              | Ljusterö, Uppland   |       | 59.554808, 18.625047 | 10004400350001 | Ladda upp en bild av detta fornminne |
| Ljusterö 46:1 | Hög              |              | Ljusterö, Uppland   |       | 59.482439, 18.546095 | 10004400460001 | Ladda upp en bild av detta fornminne |
| Ljusterö 51:1 | Röse             |              | Ljusterö, Uppland   |       | 59.520044, 18.591486 | 10004400510001 | Ladda upp en bild av detta fornminne |
| Ljusterö 51:2 | Stensättning     |              | Ljusterö, Uppland   |       | 59.519879, 18.592027 | 10004400510002 | Ladda upp en bild av detta fornminne |
| Ljusterö 51:3 | Stensättning     |              | Ljusterö, Uppland   |       | 59.519950, 18.592400 | 10004400510003 | Ladda upp en bild av detta fornminne |
| Ljusterö 51:4 | Röse             |              | Ljusterö, Uppland   |       | 59.520144, 18.592177 | 10004400510004 | Ladda upp en bild av detta fornminne |
| Ljusterö 55   | Gravfält         |              | Ljusterö, Uppland   |       | 59.517588, 18.594983 | 12000000005314 | Ladda upp en bild av detta fornminne |
| Ljusterö 57   | Stensättning     |              | Ljusterö, Uppland   |       | 59.518859, 18.597793 | 12000000005320 | Ladda upp en bild av detta fornminne |
| Ljusterö 58   | Stensättning     |              | Ljusterö, Uppland   |       | 59.518094, 18.594549 | 12000000005321 | Ladda upp en bild av detta fornminne |
| Ljusterö 60   | Stensättning     |              | Ljusterö, Uppland   |       | 59.518506, 18.594966 | 12000000005323 | Ladda upp en bild av detta fornminne |
| Ljusterö 61   | Stensättning     |              | Ljusterö, Uppland   |       | 59.518831, 18.595548 | 12000000005324 | Ladda upp en bild av detta fornminne |
| Ljusterö 67   | Stensättning     |              | Ljusterö, Uppland   |       | 59.469785, 18.737990 | 12000000113616 | Ladda upp en bild av detta fornminne |

## Roslags-Kulla
| Namn                      | Lämningstyp  | Tillkomsttid | Historisk indelning    | Plats | Läge                 | ID-nr          | Bild                                      |
| ------------------------- | ------------ | ------------ | ---------------------- | ----- | -------------------- | -------------- | ----------------------------------------- |
| U 177 (Roslags-Kulla 3:1) | Runristning  |              | Roslags-Kulla, Uppland | Stav  | 59.563374, 18.623415 | 10007000030001 | Ladda upp en till bild av detta fornminne |
| Roslags-Kulla 10:1        | Gravfält     |              | Roslags-Kulla, Uppland |       | 59.560856, 18.570275 | 10007000100001 | Ladda upp en bild av detta fornminne      |
| Roslags-Kulla 11:1        | Stensättning |              | Roslags-Kulla, Uppland |       | 59.555243, 18.560682 | 10007000110001 | Ladda upp en bild av detta fornminne      |
| Roslags-Kulla 12:1        | Stensättning |              | Roslags-Kulla, Uppland |       | 59.554466, 18.560048 | 10007000120001 | Ladda upp en bild av detta fornminne      |
| Roslags-Kulla 12:2        | Stensättning |              | Roslags-Kulla, Uppland |       | 59.554393, 18.559783 | 10007000120002 | Ladda upp en bild av detta fornminne      |
| Roslags-Kulla 12:3        | Stensättning |              | Roslags-Kulla, Uppland |       | 59.554147, 18.559889 | 10007000120003 | Ladda upp en bild av detta fornminne      |
| Roslags-Kulla 13:1        | Gravfält     |              | Roslags-Kulla, Uppland |       | 59.554293, 18.560951 | 10007000130001 | Ladda upp en bild av detta fornminne      |
| Roslags-Kulla 14:1        | Gravfält     |              | Roslags-Kulla, Uppland |       | 59.554568, 18.565663 | 10007000140001 | Ladda upp en bild av detta fornminne      |
| Roslags-Kulla 21:1        | Gravfält     |              | Roslags-Kulla, Uppland |       | 59.556625, 18.580371 | 10007000210001 | Ladda upp en bild av detta fornminne      |
| Roslags-Kulla 22:1        | Gravfält     |              | Roslags-Kulla, Uppland |       | 59.555102, 18.582379 | 10007000220001 | Ladda upp en bild av detta fornminne      |
| Roslags-Kulla 23:1        | Gravfält     |              | Roslags-Kulla, Uppland |       | 59.554752, 18.583684 | 10007000230001 | Ladda upp en bild av detta fornminne      |
| Roslags-Kulla 25:1        | Stensättning |              | Roslags-Kulla, Uppland |       | 59.556554, 18.561172 | 10007000250001 | Ladda upp en bild av detta fornminne      |
| Roslags-Kulla 30:1        | Gravfält     |              | Roslags-Kulla, Uppland |       | 59.555561, 18.549855 | 10007000300001 | Ladda upp en bild av detta fornminne      |
| Roslags-Kulla 33:1        | Stensättning |              | Roslags-Kulla, Uppland |       | 59.546406, 18.513153 | 10007000330001 | Ladda upp en bild av detta fornminne      |
| Roslags-Kulla 34:1        | Stensättning |              | Roslags-Kulla, Uppland |       | 59.546744, 18.512119 | 10007000340001 | Ladda upp en bild av detta fornminne      |
| Roslags-Kulla 38:1        | Hög          |              | Roslags-Kulla, Uppland |       | 59.555457, 18.567270 | 10007000380001 | Ladda upp en bild av detta fornminne      |
| Roslags-Kulla 40:1        | Stensättning |              | Roslags-Kulla, Uppland |       | 59.559227, 18.535777 | 10007000400001 | Ladda upp en bild av detta fornminne      |
| Roslags-Kulla 66:1        | Stensättning |              | Roslags-Kulla, Uppland |       | 59.559724, 18.536402 | 10007000660001 | Ladda upp en bild av detta fornminne      |
| Roslags-Kulla 77:1        | Röse         |              | Roslags-Kulla, Uppland |       | 59.545366, 18.510819 | 10007000770001 | Ladda upp en bild av detta fornminne      |
| Roslags-Kulla 77:2        | Stensättning |              | Roslags-Kulla, Uppland |       | 59.545395, 18.510616 | 10007000770002 | Ladda upp en bild av detta fornminne      |
| Roslags-Kulla 77:3        | Stensättning |              | Roslags-Kulla, Uppland |       | 59.545577, 18.510765 | 10007000770003 | Ladda upp en bild av detta fornminne      |
| Roslags-Kulla 78:1        | Stensättning |              | Roslags-Kulla, Uppland |       | 59.547840, 18.567013 | 10007000780001 | Ladda upp en bild av detta fornminne      |

## Österåker
| Namn                                   | Lämningstyp                      | Tillkomsttid | Historisk indelning | Plats | Läge                 | ID-nr          | Bild                                      |
| -------------------------------------- | -------------------------------- | ------------ | ------------------- | ----- | -------------------- | -------------- | ----------------------------------------- |
| Österåker 12:1                         | Gravfält                         |              | Österåker, Uppland  |       | 59.468260, 18.272404 | 10012500120001 | Ladda upp en bild av detta fornminne      |
| Österåker 17:1                         | Gravfält                         |              | Österåker, Uppland  |       | 59.480234, 18.259855 | 10012500170001 | Ladda upp en bild av detta fornminne      |
| Österåker 18:1                         | Grav- och boplatsområde          |              | Österåker, Uppland  |       | 59.489708, 18.242846 | 10012500180001 | Ladda upp en bild av detta fornminne      |
| Österåker 21:1                         | Fornborg                         |              | Österåker, Uppland  |       | 59.479734, 18.243560 | 10012500210001 | Ladda upp en till bild av detta fornminne |
| Österåker 27:1                         | Gravfält                         |              | Österåker, Uppland  |       | 59.475016, 18.242795 | 10012500270001 | Ladda upp en bild av detta fornminne      |
| Österåker 27:2                         | Stensättning                     |              | Österåker, Uppland  |       | 59.474291, 18.243231 | 10012500270002 | Ladda upp en bild av detta fornminne      |
| Österåker 27:3                         | Stensättning                     |              | Österåker, Uppland  |       | 59.474327, 18.243367 | 10012500270003 | Ladda upp en bild av detta fornminne      |
| Österåker 27:4                         | Stensättning                     |              | Österåker, Uppland  |       | 59.474149, 18.243449 | 10012500270004 | Ladda upp en bild av detta fornminne      |
| Österåker 28:1                         | Gravfält                         |              | Österåker, Uppland  |       | 59.484377, 18.265847 | 10012500280001 | Ladda upp en bild av detta fornminne      |
| Österåker 29:1                         | Gravfält                         |              | Österåker, Uppland  |       | 59.481448, 18.270684 | 10012500290001 | Ladda upp en bild av detta fornminne      |
| Österåker 30:1                         | Hög                              |              | Österåker, Uppland  |       | 59.481181, 18.266877 | 10012500300001 | Ladda upp en bild av detta fornminne      |
| Österåker 32:1                         | Gravfält                         |              | Österåker, Uppland  |       | 59.491380, 18.272594 | 10012500320001 | Ladda upp en bild av detta fornminne      |
| Österåker 36:1                         | Hög                              |              | Österåker, Uppland  |       | 59.490776, 18.253224 | 10012500360001 | Ladda upp en bild av detta fornminne      |
| Österåker 37:1                         | Gravfält                         |              | Österåker, Uppland  |       | 59.490426, 18.251178 | 10012500370001 | Ladda upp en bild av detta fornminne      |
| Österåker 39:1                         | Stensättning                     |              | Österåker, Uppland  |       | 59.495415, 18.265262 | 10012500390001 | Ladda upp en bild av detta fornminne      |
| Österåker 43:1                         | Gravfält                         |              | Österåker, Uppland  |       | 59.495962, 18.247392 | 10012500430001 | Ladda upp en bild av detta fornminne      |
| Österåker 49:1                         | Gravfält                         |              | Österåker, Uppland  |       | 59.458660, 18.275131 | 10012500490001 | Ladda upp en bild av detta fornminne      |
| Österåker 51:1                         | Gravfält                         |              | Österåker, Uppland  |       | 59.455534, 18.277186 | 10012500510001 | Ladda upp en bild av detta fornminne      |
| Österåker 52:1                         | Hög                              |              | Österåker, Uppland  |       | 59.456507, 18.276189 | 10012500520001 | Ladda upp en bild av detta fornminne      |
| Österåker 52:2                         | Hög                              |              | Österåker, Uppland  |       | 59.456469, 18.276501 | 10012500520002 | Ladda upp en bild av detta fornminne      |
| Österåker 52:3                         | Hög                              |              | Österåker, Uppland  |       | 59.456525, 18.276755 | 10012500520003 | Ladda upp en bild av detta fornminne      |
| Biskopstuna (Österåker 53:1)           | Borg                             |              | Österåker, Uppland  |       | 59.469030, 18.297908 | 10012500530001 | Ladda upp en till bild av detta fornminne |
| Österåker 54:1                         | Stensättning                     |              | Österåker, Uppland  |       | 59.466833, 18.299728 | 10012500540001 | Ladda upp en bild av detta fornminne      |
| Österåker 55:1                         | Gravfält                         |              | Österåker, Uppland  |       | 59.470836, 18.306065 | 10012500550001 | Ladda upp en bild av detta fornminne      |
| Österåker 57:1                         | Gravfält                         |              | Österåker, Uppland  |       | 59.498928, 18.270853 | 10012500570001 | Ladda upp en bild av detta fornminne      |
| Österåker 58:1                         | Gravfält                         |              | Österåker, Uppland  |       | 59.500703, 18.252526 | 10012500580001 | Ladda upp en bild av detta fornminne      |
| Österåker 61:1                         | Gravfält                         |              | Österåker, Uppland  |       | 59.498220, 18.247015 | 10012500610001 | Ladda upp en bild av detta fornminne      |
| Österåker 62:1                         | Gravfält                         |              | Österåker, Uppland  |       | 59.498392, 18.261541 | 10012500620001 | Ladda upp en bild av detta fornminne      |
| Österåker 63:1                         | Hög                              |              | Österåker, Uppland  |       | 59.494825, 18.273173 | 10012500630001 | Ladda upp en bild av detta fornminne      |
| Österåker 63:2                         | Stensättning                     |              | Österåker, Uppland  |       | 59.495071, 18.272630 | 10012500630002 | Ladda upp en bild av detta fornminne      |
| Österåker 65:1                         | Hög                              |              | Österåker, Uppland  |       | 59.497649, 18.244608 | 10012500650001 | Ladda upp en bild av detta fornminne      |
| Österåker 67:1                         | Gravfält                         |              | Österåker, Uppland  |       | 59.466930, 18.272474 | 10012500670001 | Ladda upp en bild av detta fornminne      |
| Österåker 68:1                         | Husgrund, förhistorisk/medeltida |              | Österåker, Uppland  |       | 59.467504, 18.279282 | 10012500680001 | Ladda upp en bild av detta fornminne      |
| Österåker 69:1                         | Gravfält                         |              | Österåker, Uppland  |       | 59.493091, 18.295488 | 10012500690001 | Ladda upp en bild av detta fornminne      |
| Österåker 70:1                         | Gravfält                         |              | Österåker, Uppland  |       | 59.491987, 18.295114 | 10012500700001 | Ladda upp en bild av detta fornminne      |
| Österåker 74:1                         | Gravfält                         |              | Österåker, Uppland  |       | 59.476682, 18.315034 | 10012500740001 | Ladda upp en bild av detta fornminne      |
| Österåker 78:1                         | Stensättning                     |              | Österåker, Uppland  |       | 59.491556, 18.323852 | 10012500780001 | Ladda upp en bild av detta fornminne      |
| Österåker 79:1                         | Stensättning                     |              | Österåker, Uppland  |       | 59.459522, 18.289565 | 10012500790001 | Ladda upp en bild av detta fornminne      |
| Österåker 80:1                         | Stensättning                     |              | Österåker, Uppland  |       | 59.493631, 18.382086 | 10012500800001 | Ladda upp en bild av detta fornminne      |
| Österåker 81:1                         | Röse                             |              | Österåker, Uppland  |       | 59.508292, 18.289433 | 10012500810001 | Ladda upp en bild av detta fornminne      |
| Österåker 81:2                         | Röse                             |              | Österåker, Uppland  |       | 59.508274, 18.289735 | 10012500810002 | Ladda upp en bild av detta fornminne      |
| Österåker 81:3                         | Röse                             |              | Österåker, Uppland  |       | 59.508129, 18.290209 | 10012500810003 | Ladda upp en bild av detta fornminne      |
| Österåker 82:1                         | Hög                              |              | Österåker, Uppland  |       | 59.515537, 18.297231 | 10012500820001 | Ladda upp en bild av detta fornminne      |
| Österåker 83:1                         | Stensättning                     |              | Österåker, Uppland  |       | 59.511528, 18.284860 | 10012500830001 | Ladda upp en bild av detta fornminne      |
| Österåker 89:1                         | Stensättning                     |              | Österåker, Uppland  |       | 59.502855, 18.343612 | 10012500890001 | Ladda upp en bild av detta fornminne      |
| Österåker 101:1                        | Gravfält                         |              | Österåker, Uppland  |       | 59.481687, 18.293938 | 10012501010001 | Ladda upp en bild av detta fornminne      |
| Österåker 104:1                        | Gravfält                         |              | Österåker, Uppland  |       | 59.481845, 18.298715 | 10012501040001 | Ladda upp en bild av detta fornminne      |
| Österåker 105:1                        | Gravfält                         |              | Österåker, Uppland  |       | 59.488534, 18.286569 | 10012501050001 | Ladda upp en bild av detta fornminne      |
| Österåker 106:1                        | Gravfält                         |              | Österåker, Uppland  |       | 59.488319, 18.283571 | 10012501060001 | Ladda upp en bild av detta fornminne      |
| Österåker 109:1                        | Gravfält                         |              | Österåker, Uppland  |       | 59.486576, 18.283758 | 10012501090001 | Ladda upp en bild av detta fornminne      |
| Österåker 110:1                        | Gravfält                         |              | Österåker, Uppland  |       | 59.496066, 18.276509 | 10012501100001 | Ladda upp en bild av detta fornminne      |
| Österåker 112:1                        | Stensättning                     |              | Österåker, Uppland  |       | 59.496521, 18.289737 | 10012501120001 | Ladda upp en bild av detta fornminne      |
| Österåker 112:2                        | Stensättning                     |              | Österåker, Uppland  |       | 59.496606, 18.289704 | 10012501120002 | Ladda upp en bild av detta fornminne      |
| Österåker 112:3                        | Stensättning                     |              | Österåker, Uppland  |       | 59.496439, 18.289838 | 10012501120003 | Ladda upp en bild av detta fornminne      |
| Österåker 114:1                        | Gravfält                         |              | Österåker, Uppland  |       | 59.485054, 18.292295 | 10012501140001 | Ladda upp en bild av detta fornminne      |
| Österåker 116:1                        | Stensättning                     |              | Österåker, Uppland  |       | 59.482667, 18.303882 | 10012501160001 | Ladda upp en bild av detta fornminne      |
| Österåker 118:1                        | Stensättning                     |              | Österåker, Uppland  |       | 59.480759, 18.305246 | 10012501180001 | Ladda upp en bild av detta fornminne      |
| Österåker 119:1                        | Gravfält                         |              | Österåker, Uppland  |       | 59.484584, 18.305460 | 10012501190001 | Ladda upp en bild av detta fornminne      |
| Österåker 120:1                        | Gravfält                         |              | Österåker, Uppland  |       | 59.482205, 18.310170 | 10012501200001 | Ladda upp en bild av detta fornminne      |
| Österåker 122:1                        | Gravfält                         |              | Österåker, Uppland  |       | 59.480839, 18.314018 | 10012501220001 | Ladda upp en bild av detta fornminne      |
| Österåker 123:1                        | Gravfält                         |              | Österåker, Uppland  |       | 59.473187, 18.313315 | 10012501230001 | Ladda upp en bild av detta fornminne      |
| Österåker 124:1                        | Gravfält                         |              | Österåker, Uppland  |       | 59.476922, 18.313022 | 10012501240001 | Ladda upp en bild av detta fornminne      |
| Österåker 125:1                        | Gravfält                         |              | Österåker, Uppland  |       | 59.487899, 18.294350 | 10012501250001 | Ladda upp en bild av detta fornminne      |
| Österåker 126:1                        | Stensättning                     |              | Österåker, Uppland  |       | 59.488269, 18.292872 | 10012501260001 | Ladda upp en bild av detta fornminne      |
| Österåker 126:2                        | Stensättning                     |              | Österåker, Uppland  |       | 59.488232, 18.293043 | 10012501260002 | Ladda upp en bild av detta fornminne      |
| Österåker 126:3                        | Stensättning                     |              | Österåker, Uppland  |       | 59.488195, 18.293181 | 10012501260003 | Ladda upp en bild av detta fornminne      |
| Österåker 128:1                        | Stensättning                     |              | Österåker, Uppland  |       | 59.489830, 18.297929 | 10012501280001 | Ladda upp en bild av detta fornminne      |
| Österåker 128:2                        | Stensättning                     |              | Österåker, Uppland  |       | 59.489744, 18.298036 | 10012501280002 | Ladda upp en bild av detta fornminne      |
| Österåker 128:3                        | Hög                              |              | Österåker, Uppland  |       | 59.489682, 18.298188 | 10012501280003 | Ladda upp en bild av detta fornminne      |
| Österåker 129:1                        | Gravfält                         |              | Österåker, Uppland  |       | 59.491377, 18.293974 | 10012501290001 | Ladda upp en bild av detta fornminne      |
| Österåker 131:1                        | Gravfält                         |              | Österåker, Uppland  |       | 59.497644, 18.297071 | 10012501310001 | Ladda upp en bild av detta fornminne      |
| "Kuckubacken" (Österåker 132:1)        | Gravfält                         |              | Österåker, Uppland  |       | 59.497979, 18.290130 | 10012501320001 | Ladda upp en bild av detta fornminne      |
| Tråsättra gamla tomt (Österåker 133:1) | Stensättning                     |              | Österåker, Uppland  |       | 59.475216, 18.339064 | 10012501330001 | Ladda upp en bild av detta fornminne      |
| Österåker 136:1                        | Grav- och boplatsområde          |              | Österåker, Uppland  |       | 59.504815, 18.303709 | 10012501360001 | Ladda upp en bild av detta fornminne      |
| Österåker 138:1                        | Gravfält                         |              | Österåker, Uppland  |       | 59.496094, 18.332857 | 10012501380001 | Ladda upp en bild av detta fornminne      |
| Österåker 139:1                        | Gravfält                         |              | Österåker, Uppland  |       | 59.496500, 18.325882 | 10012501390001 | Ladda upp en bild av detta fornminne      |
| Österåker 140:1                        | Gravfält                         |              | Österåker, Uppland  |       | 59.496307, 18.327253 | 10012501400001 | Ladda upp en bild av detta fornminne      |
| Österåker 141:1                        | Gravfält                         |              | Österåker, Uppland  |       | 59.496205, 18.324421 | 10012501410001 | Ladda upp en bild av detta fornminne      |
| Österåker 142:1                        | Gravfält                         |              | Österåker, Uppland  |       | 59.497274, 18.325515 | 10012501420001 | Ladda upp en bild av detta fornminne      |
| Österåker 143:1                        | Röse                             |              | Österåker, Uppland  |       | 59.501571, 18.318849 | 10012501430001 | Ladda upp en bild av detta fornminne      |
| Österåker 150:1                        | Gravfält                         |              | Österåker, Uppland  |       | 59.502333, 18.295557 | 10012501500001 | Ladda upp en bild av detta fornminne      |
| Österåker 151:1                        | Gravfält                         |              | Österåker, Uppland  |       | 59.502471, 18.293776 | 10012501510001 | Ladda upp en bild av detta fornminne      |
| Österåker 153:1                        | Gravfält                         |              | Österåker, Uppland  |       | 59.499527, 18.352789 | 10012501530001 | Ladda upp en bild av detta fornminne      |
| Österåker 154:1                        | Gravfält                         |              | Österåker, Uppland  |       | 59.501483, 18.355924 | 10012501540001 | Ladda upp en bild av detta fornminne      |
| Österåker 155:1                        | Stensättning                     |              | Österåker, Uppland  |       | 59.501560, 18.364732 | 10012501550001 | Ladda upp en bild av detta fornminne      |
| Österåker 155:2                        | Stensättning                     |              | Österåker, Uppland  |       | 59.501450, 18.364953 | 10012501550002 | Ladda upp en bild av detta fornminne      |
| Österåker 157:1                        | Gravfält                         |              | Österåker, Uppland  |       | 59.505677, 18.331561 | 10012501570001 | Ladda upp en bild av detta fornminne      |
| Österåker 159:1                        | Stensättning                     |              | Österåker, Uppland  |       | 59.504677, 18.330975 | 10012501590001 | Ladda upp en bild av detta fornminne      |
| Österåker 161:1                        | Gravfält                         |              | Österåker, Uppland  |       | 59.505081, 18.326934 | 10012501610001 | Ladda upp en bild av detta fornminne      |
| Österåker 163:1                        | Gravfält                         |              | Österåker, Uppland  |       | 59.504399, 18.322078 | 10012501630001 | Ladda upp en bild av detta fornminne      |
| Österåker 164:1                        | Röse                             |              | Österåker, Uppland  |       | 59.499891, 18.325502 | 10012501640001 | Ladda upp en bild av detta fornminne      |
| Österåker 165:1                        | Röse                             |              | Österåker, Uppland  |       | 59.500482, 18.328231 | 10012501650001 | Ladda upp en bild av detta fornminne      |
| Österåker 166:1                        | Stensättning                     |              | Österåker, Uppland  |       | 59.493633, 18.330438 | 10012501660001 | Ladda upp en bild av detta fornminne      |
| Österåker 167:1                        | Hög                              |              | Österåker, Uppland  |       | 59.506955, 18.323778 | 10012501670001 | Ladda upp en bild av detta fornminne      |
| Österåker 167:2                        | Hög                              |              | Österåker, Uppland  |       | 59.506824, 18.323713 | 10012501670002 | Ladda upp en bild av detta fornminne      |
| Österåker 167:3                        | Stensättning                     |              | Österåker, Uppland  |       | 59.506553, 18.323264 | 10012501670003 | Ladda upp en bild av detta fornminne      |
| Österåker 168:1                        | Stensättning                     |              | Österåker, Uppland  |       | 59.506922, 18.326111 | 10012501680001 | Ladda upp en bild av detta fornminne      |
| Österåker 169:1                        | Hög                              |              | Österåker, Uppland  |       | 59.508648, 18.331949 | 10012501690001 | Ladda upp en bild av detta fornminne      |
| Österåker 170:1                        | Röse                             |              | Österåker, Uppland  |       | 59.511360, 18.328091 | 10012501700001 | Ladda upp en bild av detta fornminne      |
| Österåker 172:1                        | Stensättning                     |              | Österåker, Uppland  |       | 59.509023, 18.321533 | 10012501720001 | Ladda upp en bild av detta fornminne      |
| Österåker 172:2                        | Grav markerad av sten/block      |              | Österåker, Uppland  |       | 59.509003, 18.321257 | 10012501720002 | Ladda upp en bild av detta fornminne      |
| Österåker 173:1                        | Gravfält                         |              | Österåker, Uppland  |       | 59.507124, 18.319012 | 10012501730001 | Ladda upp en bild av detta fornminne      |
| Österåker 174:1                        | Röse                             |              | Österåker, Uppland  |       | 59.507950, 18.318959 | 10012501740001 | Ladda upp en bild av detta fornminne      |
| Österåker 174:2                        | Röse                             |              | Österåker, Uppland  |       | 59.507901, 18.318606 | 10012501740002 | Ladda upp en bild av detta fornminne      |
| Österåker 175:1                        | Röse                             |              | Österåker, Uppland  |       | 59.508289, 18.318682 | 10012501750001 | Ladda upp en bild av detta fornminne      |
| Österåker 177:1                        | Gravfält                         |              | Österåker, Uppland  |       | 59.508562, 18.315375 | 10012501770001 | Ladda upp en bild av detta fornminne      |
| Österåker 179:1                        | Gravfält                         |              | Österåker, Uppland  |       | 59.507539, 18.315605 | 10012501790001 | Ladda upp en bild av detta fornminne      |
| Österåker 181:1                        | Röse                             |              | Österåker, Uppland  |       | 59.512217, 18.316616 | 10012501810001 | Ladda upp en bild av detta fornminne      |
| Österåker 182:1                        | Gravfält                         |              | Österåker, Uppland  |       | 59.511084, 18.314929 | 10012501820001 | Ladda upp en bild av detta fornminne      |
| Österåker 183:1                        | Gravfält                         |              | Österåker, Uppland  |       | 59.512019, 18.315604 | 10012501830001 | Ladda upp en bild av detta fornminne      |
| Österåker 184:1                        | Stensättning                     |              | Österåker, Uppland  |       | 59.514591, 18.305984 | 10012501840001 | Ladda upp en bild av detta fornminne      |
| Österåker 185:1                        | Stensättning                     |              | Österåker, Uppland  |       | 59.515973, 18.300620 | 10012501850001 | Ladda upp en bild av detta fornminne      |
| Österåker 185:2                        | Stensättning                     |              | Österåker, Uppland  |       | 59.515870, 18.300675 | 10012501850002 | Ladda upp en bild av detta fornminne      |
| Österåker 185:3                        | Röse                             |              | Österåker, Uppland  |       | 59.515849, 18.300978 | 10012501850003 | Ladda upp en bild av detta fornminne      |
| Österåker 186:1                        | Röse                             |              | Österåker, Uppland  |       | 59.515170, 18.300999 | 10012501860001 | Ladda upp en bild av detta fornminne      |
| Österåker 189:1                        | Stensättning                     |              | Österåker, Uppland  |       | 59.510918, 18.309461 | 10012501890001 | Ladda upp en bild av detta fornminne      |
| Österåker 190:1                        | Gravfält                         |              | Österåker, Uppland  |       | 59.508016, 18.310256 | 10012501900001 | Ladda upp en bild av detta fornminne      |
| Österåker 193:1                        | Stensättning                     |              | Österåker, Uppland  |       | 59.509752, 18.303706 | 10012501930001 | Ladda upp en bild av detta fornminne      |
| Österåker 193:2                        | Stensättning                     |              | Österåker, Uppland  |       | 59.510136, 18.304218 | 10012501930002 | Ladda upp en bild av detta fornminne      |
| Österåker 194:1                        | Stensättning                     |              | Österåker, Uppland  |       | 59.499190, 18.315119 | 10012501940001 | Ladda upp en bild av detta fornminne      |
| Österåker 195:1                        | Röse                             |              | Österåker, Uppland  |       | 59.497434, 18.316323 | 10012501950001 | Ladda upp en bild av detta fornminne      |
| Österåker 201:1                        | Gravfält                         |              | Österåker, Uppland  |       | 59.475575, 18.384363 | 10012502010001 | Ladda upp en bild av detta fornminne      |
| Österåker 207:1                        | Gravfält                         |              | Österåker, Uppland  |       | 59.460746, 18.394048 | 10012502070001 | Ladda upp en bild av detta fornminne      |
| Österåker 210:1                        | Stensättning                     |              | Österåker, Uppland  |       | 59.462517, 18.394911 | 10012502100001 | Ladda upp en bild av detta fornminne      |
| Österåker 212:1                        | Stensättning                     |              | Österåker, Uppland  |       | 59.475415, 18.379627 | 10012502120001 | Ladda upp en bild av detta fornminne      |
| Österåker 212:2                        | Stensättning                     |              | Österåker, Uppland  |       | 59.475341, 18.379689 | 10012502120002 | Ladda upp en bild av detta fornminne      |
| Taborg (Österåker 215:1)               | Borg                             |              | Österåker, Uppland  |       | 59.496693, 18.431761 | 10012502150001 | Ladda upp en till bild av detta fornminne |
| Österåker 216:1                        | Stensättning                     |              | Österåker, Uppland  |       | 59.461887, 18.391537 | 10012502160001 | Ladda upp en bild av detta fornminne      |
| Österåker 217:1                        | Gravfält                         |              | Österåker, Uppland  |       | 59.462676, 18.392256 | 10012502170001 | Ladda upp en bild av detta fornminne      |
| Österåker 218:1                        | Gravfält                         |              | Österåker, Uppland  |       | 59.498437, 18.420950 | 10012502180001 | Ladda upp en bild av detta fornminne      |
| Österåker 223:1                        | Gravfält                         |              | Österåker, Uppland  |       | 59.500551, 18.422724 | 10012502230001 | Ladda upp en bild av detta fornminne      |
| Österåker 227:1                        | Stensättning                     |              | Österåker, Uppland  |       | 59.520569, 18.408094 | 10012502270001 | Ladda upp en bild av detta fornminne      |
| Österåker 231:1                        | Stensättning                     |              | Österåker, Uppland  |       | 59.518921, 18.401635 | 10012502310001 | Ladda upp en bild av detta fornminne      |
| Österåker 237:1                        | Gravfält                         |              | Österåker, Uppland  |       | 59.498943, 18.426666 | 10012502370001 | Ladda upp en bild av detta fornminne      |
| Österåker 238:1                        | Gravfält                         |              | Österåker, Uppland  |       | 59.497632, 18.420214 | 10012502380001 | Ladda upp en bild av detta fornminne      |
| Knaborg (Österåker 241:1)              | Fornborg                         |              | Österåker, Uppland  |       | 59.491300, 18.444930 | 10012502410001 | Ladda upp en till bild av detta fornminne |
| Österåker 247:1                        | Stensättning                     |              | Österåker, Uppland  |       | 59.495173, 18.338158 | 10012502470001 | Ladda upp en bild av detta fornminne      |
| Österåker 249:1                        | Gravfält                         |              | Österåker, Uppland  |       | 59.488584, 18.380872 | 10012502490001 | Ladda upp en bild av detta fornminne      |
| Österåker 254:1                        | Stensättning                     |              | Österåker, Uppland  |       | 59.498016, 18.261640 | 10012502540001 | Ladda upp en bild av detta fornminne      |
| Österåker 257:1                        | Stensättning                     |              | Österåker, Uppland  |       | 59.505277, 18.310292 | 10012502570001 | Ladda upp en bild av detta fornminne      |
| Österåker 258:1                        | Röse                             |              | Österåker, Uppland  |       | 59.510496, 18.320433 | 10012502580001 | Ladda upp en bild av detta fornminne      |
| Österåker 258:2                        | Röse                             |              | Österåker, Uppland  |       | 59.510532, 18.319677 | 10012502580002 | Ladda upp en bild av detta fornminne      |
| Österåker 259:1                        | Gravfält                         |              | Österåker, Uppland  |       | 59.514495, 18.311832 | 10012502590001 | Ladda upp en bild av detta fornminne      |
| Österåker 263:1                        | Stensättning                     |              | Österåker, Uppland  |       | 59.508393, 18.296103 | 10012502630001 | Ladda upp en bild av detta fornminne      |
| Österåker 263:2                        | Hög                              |              | Österåker, Uppland  |       | 59.508230, 18.296549 | 10012502630002 | Ladda upp en bild av detta fornminne      |
| Österåker 266:3                        | Stensättning                     |              | Österåker, Uppland  |       | 59.493834, 18.375655 | 10012502660003 | Ladda upp en bild av detta fornminne      |
| Österåker 266:4                        | Stensättning                     |              | Österåker, Uppland  |       | 59.493745, 18.375874 | 10012502660004 | Ladda upp en bild av detta fornminne      |
| Österåker 266:5                        | Stensättning                     |              | Österåker, Uppland  |       | 59.493639, 18.376060 | 10012502660005 | Ladda upp en bild av detta fornminne      |
| Österåker 269:2                        | Röse                             |              | Österåker, Uppland  |       | 59.527191, 18.427052 | 10012502690002 | Ladda upp en bild av detta fornminne      |
| Österåker 270:1                        | Röse                             |              | Österåker, Uppland  |       | 59.517274, 18.404459 | 10012502700001 | Ladda upp en bild av detta fornminne      |
| Österåker 270:2                        | Stensättning                     |              | Österåker, Uppland  |       | 59.517375, 18.404670 | 10012502700002 | Ladda upp en bild av detta fornminne      |
| Österåker 270:3                        | Stensättning                     |              | Österåker, Uppland  |       | 59.517473, 18.404784 | 10012502700003 | Ladda upp en bild av detta fornminne      |
| Österåker 270:4                        | Stensättning                     |              | Österåker, Uppland  |       | 59.517587, 18.404836 | 10012502700004 | Ladda upp en bild av detta fornminne      |
| Österåker 271:1                        | Stensättning                     |              | Österåker, Uppland  |       | 59.520169, 18.407420 | 10012502710001 | Ladda upp en bild av detta fornminne      |
| Österåker 271:2                        | Stensättning                     |              | Österåker, Uppland  |       | 59.520036, 18.406810 | 10012502710002 | Ladda upp en bild av detta fornminne      |
| Österåker 272:1                        | Röse                             |              | Österåker, Uppland  |       | 59.520062, 18.405841 | 10012502720001 | Ladda upp en bild av detta fornminne      |
| Österåker 272:2                        | Stensättning                     |              | Österåker, Uppland  |       | 59.519866, 18.405322 | 10012502720002 | Ladda upp en bild av detta fornminne      |
| Österåker 272:3                        | Stensättning                     |              | Österåker, Uppland  |       | 59.519792, 18.405457 | 10012502720003 | Ladda upp en bild av detta fornminne      |
| Österåker 272:4                        | Stensättning                     |              | Österåker, Uppland  |       | 59.519755, 18.405701 | 10012502720004 | Ladda upp en bild av detta fornminne      |
| Österåker 273:1                        | Stensättning                     |              | Österåker, Uppland  |       | 59.484868, 18.454890 | 10012502730001 | Ladda upp en bild av detta fornminne      |
| Österåker 274:1                        | Röse                             |              | Österåker, Uppland  |       | 59.491247, 18.385970 | 10012502740001 | Ladda upp en bild av detta fornminne      |
| Österåker 275:1                        | Stensättning                     |              | Österåker, Uppland  |       | 59.517031, 18.410218 | 10012502750001 | Ladda upp en bild av detta fornminne      |
| Österåker 288:1                        | Stensättning                     |              | Österåker, Uppland  |       | 59.502232, 18.428752 | 10012502880001 | Ladda upp en bild av detta fornminne      |
| Österåker 293:1                        | Stensättning                     |              | Österåker, Uppland  |       | 59.488327, 18.256861 | 10012502930001 | Ladda upp en bild av detta fornminne      |
| Österåker 294:1                        | Stensättning                     |              | Österåker, Uppland  |       | 59.495037, 18.373934 | 10012502940001 | Ladda upp en bild av detta fornminne      |
| Österåker 294:2                        | Stensättning                     |              | Österåker, Uppland  |       | 59.495132, 18.373933 | 10012502940002 | Ladda upp en bild av detta fornminne      |
| Österåker 294:4                        | Stensättning                     |              | Österåker, Uppland  |       | 59.495226, 18.373680 | 10012502940004 | Ladda upp en bild av detta fornminne      |
| Österåker 294:5                        | Stensättning                     |              | Österåker, Uppland  |       | 59.495270, 18.374442 | 10012502940005 | Ladda upp en bild av detta fornminne      |
| Österåker 295:1                        | Gravfält                         |              | Österåker, Uppland  |       | 59.495577, 18.375216 | 10012502950001 | Ladda upp en bild av detta fornminne      |
| Österåker 297:2                        | Stensättning                     |              | Österåker, Uppland  |       | 59.496267, 18.372717 | 10012502970002 | Ladda upp en bild av detta fornminne      |
| Österåker 307:1                        | Stensättning                     |              | Österåker, Uppland  |       | 59.523916, 18.514033 | 10012503070001 | Ladda upp en bild av detta fornminne      |
| Österåker 308:1                        | Gravfält                         |              | Österåker, Uppland  |       | 59.528110, 18.507022 | 10012503080001 | Ladda upp en bild av detta fornminne      |
| Österåker 312:1                        | Stensättning                     |              | Österåker, Uppland  |       | 59.544826, 18.505625 | 10012503120001 | Ladda upp en bild av detta fornminne      |
| Österåker 313:1                        | Gravfält                         |              | Österåker, Uppland  |       | 59.527082, 18.511225 | 10012503130001 | Ladda upp en bild av detta fornminne      |
| Österåker 317:1                        | Stensättning                     |              | Österåker, Uppland  |       | 59.509442, 18.309573 | 10012503170001 | Ladda upp en bild av detta fornminne      |
| Österåker 318:1                        | Stensättning                     |              | Österåker, Uppland  |       | 59.508856, 18.307335 | 10012503180001 | Ladda upp en bild av detta fornminne      |
| Österåker 319:1                        | Stensättning                     |              | Österåker, Uppland  |       | 59.507108, 18.308596 | 10012503190001 | Ladda upp en bild av detta fornminne      |
| Österåker 320:2                        | Stensättning                     |              | Österåker, Uppland  |       | 59.494407, 18.262221 | 10012503200002 | Ladda upp en bild av detta fornminne      |
| Österåker 320:3                        | Stensättning                     |              | Österåker, Uppland  |       | 59.494469, 18.262002 | 10012503200003 | Ladda upp en bild av detta fornminne      |
| Österåker 330:1                        | Stensättning                     |              | Österåker, Uppland  |       | 59.479196, 18.343429 | 10012503300001 | Ladda upp en bild av detta fornminne      |
| Österåker 331:1                        | Stensättning                     |              | Österåker, Uppland  |       | 59.497778, 18.336754 | 10012503310001 | Ladda upp en bild av detta fornminne      |
| Österåker 401:1                        | Röse                             |              | Österåker, Uppland  |       | 59.497380, 18.312203 | 10012504010001 | Ladda upp en bild av detta fornminne      |
| Österåker 401:2                        | Stensättning                     |              | Österåker, Uppland  |       | 59.497486, 18.311896 | 10012504010002 | Ladda upp en bild av detta fornminne      |
| Österåker 402:1                        | Stensättning                     |              | Österåker, Uppland  |       | 59.498303, 18.311845 | 10012504020001 | Ladda upp en bild av detta fornminne      |
| Österåker 403:1                        | Stensättning                     |              | Österåker, Uppland  |       | 59.497040, 18.309701 | 10012504030001 | Ladda upp en bild av detta fornminne      |
| Österåker 403:2                        | Hög                              |              | Österåker, Uppland  |       | 59.496905, 18.309905 | 10012504030002 | Ladda upp en bild av detta fornminne      |
| Österåker 403:3                        | Stensättning                     |              | Österåker, Uppland  |       | 59.496754, 18.310084 | 10012504030003 | Ladda upp en bild av detta fornminne      |
| Österåker 403:4                        | Stensättning                     |              | Österåker, Uppland  |       | 59.496562, 18.309970 | 10012504030004 | Ladda upp en bild av detta fornminne      |
| Österåker 404:1                        | Stensättning                     |              | Österåker, Uppland  |       | 59.497917, 18.306877 | 10012504040001 | Ladda upp en bild av detta fornminne      |
| Österåker 404:2                        | Stensättning                     |              | Österåker, Uppland  |       | 59.497633, 18.306696 | 10012504040002 | Ladda upp en bild av detta fornminne      |
| Österåker 404:3                        | Stensättning                     |              | Österåker, Uppland  |       | 59.497606, 18.306500 | 10012504040003 | Ladda upp en bild av detta fornminne      |
| Österåker 405:1                        | Stensättning                     |              | Österåker, Uppland  |       | 59.500620, 18.313222 | 10012504050001 | Ladda upp en bild av detta fornminne      |
| Österåker 406:1                        | Hög                              |              | Österåker, Uppland  |       | 59.502925, 18.307081 | 10012504060001 | Ladda upp en bild av detta fornminne      |
| Österåker 407:1                        | Gravfält                         |              | Österåker, Uppland  |       | 59.501947, 18.307682 | 10012504070001 | Ladda upp en bild av detta fornminne      |
| Österåker 411:1                        | Gravfält                         |              | Österåker, Uppland  |       | 59.503886, 18.308770 | 10012504110001 | Ladda upp en bild av detta fornminne      |
| Österåker 412:1                        | Stensättning                     |              | Österåker, Uppland  |       | 59.523891, 18.264553 | 10012504120001 | Ladda upp en bild av detta fornminne      |
| Österåker 414:1                        | Röse                             |              | Österåker, Uppland  |       | 59.525239, 18.278157 | 10012504140001 | Ladda upp en bild av detta fornminne      |
| Österåker 414:2                        | Röse                             |              | Österåker, Uppland  |       | 59.525184, 18.277803 | 10012504140002 | Ladda upp en bild av detta fornminne      |
| Österåker 416:1                        | Gravfält                         |              | Österåker, Uppland  |       | 59.503560, 18.312372 | 10012504160001 | Ladda upp en bild av detta fornminne      |
| Österåker 419:1                        | Stensättning                     |              | Österåker, Uppland  |       | 59.502392, 18.314108 | 10012504190001 | Ladda upp en bild av detta fornminne      |
| Österåker 421:1                        | Gravfält                         |              | Österåker, Uppland  |       | 59.502965, 18.301041 | 10012504210001 | Ladda upp en bild av detta fornminne      |
| Österåker 422:1                        | Hög                              |              | Österåker, Uppland  |       | 59.502765, 18.299222 | 10012504220001 | Ladda upp en bild av detta fornminne      |
| Österåker 422:2                        | Stensättning                     |              | Österåker, Uppland  |       | 59.502392, 18.299440 | 10012504220002 | Ladda upp en bild av detta fornminne      |
| Österåker 423:1                        | Gravfält                         |              | Österåker, Uppland  |       | 59.502362, 18.298101 | 10012504230001 | Ladda upp en bild av detta fornminne      |
| Österåker 424:1                        | Gravfält                         |              | Österåker, Uppland  |       | 59.500275, 18.299173 | 10012504240001 | Ladda upp en bild av detta fornminne      |
| Österåker 425:1                        | Gravfält                         |              | Österåker, Uppland  |       | 59.499367, 18.300024 | 10012504250001 | Ladda upp en bild av detta fornminne      |
| Österåker 426:1                        | Gravfält                         |              | Österåker, Uppland  |       | 59.501081, 18.304076 | 10012504260001 | Ladda upp en bild av detta fornminne      |
| Österåker 427:1                        | Stensättning                     |              | Österåker, Uppland  |       | 59.500065, 18.305212 | 10012504270001 | Ladda upp en bild av detta fornminne      |
| Österåker 428:1                        | Stensättning                     |              | Österåker, Uppland  |       | 59.506362, 18.301621 | 10012504280001 | Ladda upp en bild av detta fornminne      |
| Österåker 430:1                        | Stensättning                     |              | Österåker, Uppland  |       | 59.504866, 18.298553 | 10012504300001 | Ladda upp en bild av detta fornminne      |
| Österåker 430:2                        | Stensättning                     |              | Österåker, Uppland  |       | 59.504944, 18.299105 | 10012504300002 | Ladda upp en bild av detta fornminne      |
| Asphagen (Österåker 431:1)             | Gravfält                         |              | Österåker, Uppland  |       | 59.503652, 18.282993 | 10012504310001 | Ladda upp en bild av detta fornminne      |
| Klockarbacken (Österåker 433:1)        | Grav- och boplatsområde          |              | Österåker, Uppland  |       | 59.506811, 18.288715 | 10012504330001 | Ladda upp en bild av detta fornminne      |
| Österåker 435:1                        | Gravfält                         |              | Österåker, Uppland  |       | 59.508488, 18.294857 | 10012504350001 | Ladda upp en bild av detta fornminne      |
| Österåker 437:1                        | Stensättning                     |              | Österåker, Uppland  |       | 59.506621, 18.293052 | 10012504370001 | Ladda upp en bild av detta fornminne      |
| Österåker 437:2                        | Stensättning                     |              | Österåker, Uppland  |       | 59.506519, 18.293496 | 10012504370002 | Ladda upp en bild av detta fornminne      |
| Österåker 440:1                        | Stensättning                     |              | Österåker, Uppland  |       | 59.509569, 18.283877 | 10012504400001 | Ladda upp en bild av detta fornminne      |
| Österåker 440:6                        | Grav- och boplatsområde          |              | Österåker, Uppland  |       | 59.509560, 18.285387 | 10012504400006 | Ladda upp en bild av detta fornminne      |
| Österåker 441:1                        | Stensättning                     |              | Österåker, Uppland  |       | 59.510487, 18.285052 | 10012504410001 | Ladda upp en bild av detta fornminne      |
| Österåker 441:2                        | Stensättning                     |              | Österåker, Uppland  |       | 59.510557, 18.285064 | 10012504410002 | Ladda upp en bild av detta fornminne      |
| Österåker 441:3                        | Stensättning                     |              | Österåker, Uppland  |       | 59.510699, 18.285031 | 10012504410003 | Ladda upp en bild av detta fornminne      |
| Österåker 442:1                        | Stensättning                     |              | Österåker, Uppland  |       | 59.512648, 18.287551 | 10012504420001 | Ladda upp en bild av detta fornminne      |
| Österåker 442:2                        | Stensättning                     |              | Österåker, Uppland  |       | 59.512861, 18.287536 | 10012504420002 | Ladda upp en bild av detta fornminne      |
| Österåker 443:1                        | Stensättning                     |              | Österåker, Uppland  |       | 59.512399, 18.288433 | 10012504430001 | Ladda upp en bild av detta fornminne      |
| Österåker 445:1                        | Stensättning                     |              | Österåker, Uppland  |       | 59.514696, 18.291713 | 10012504450001 | Ladda upp en bild av detta fornminne      |
| Österåker 446:1                        | Stensättning                     |              | Österåker, Uppland  |       | 59.513017, 18.288937 | 10012504460001 | Ladda upp en bild av detta fornminne      |
| Österåker 447:1                        | Gravfält                         |              | Österåker, Uppland  |       | 59.513554, 18.291719 | 10012504470001 | Ladda upp en bild av detta fornminne      |
| Österåker 448:1                        | Stensättning                     |              | Österåker, Uppland  |       | 59.513033, 18.297604 | 10012504480001 | Ladda upp en bild av detta fornminne      |
| Österåker 450:1                        | Hög                              |              | Österåker, Uppland  |       | 59.515165, 18.293761 | 10012504500001 | Ladda upp en bild av detta fornminne      |
| Österåker 450:2                        | Hög                              |              | Österåker, Uppland  |       | 59.514975, 18.293637 | 10012504500002 | Ladda upp en bild av detta fornminne      |
| Österåker 452:2                        | Stensättning                     |              | Österåker, Uppland  |       | 59.508893, 18.277452 | 10012504520002 | Ladda upp en bild av detta fornminne      |
| Österåker 452:3                        | Stensättning                     |              | Österåker, Uppland  |       | 59.509047, 18.277260 | 10012504520003 | Ladda upp en bild av detta fornminne      |
| Österåker 452:4                        | Stensättning                     |              | Österåker, Uppland  |       | 59.509314, 18.276964 | 10012504520004 | Ladda upp en bild av detta fornminne      |
| Österåker 454:1                        | Stensättning                     |              | Österåker, Uppland  |       | 59.506394, 18.274417 | 10012504540001 | Ladda upp en bild av detta fornminne      |
| Österåker 455:1                        | Stensättning                     |              | Österåker, Uppland  |       | 59.509589, 18.281442 | 10012504550001 | Ladda upp en bild av detta fornminne      |
| Österåker 457:1                        | Gravfält                         |              | Österåker, Uppland  |       | 59.507116, 18.279380 | 10012504570001 | Ladda upp en bild av detta fornminne      |
| Österåker 460:1                        | Stensättning                     |              | Österåker, Uppland  |       | 59.500992, 18.299592 | 10012504600001 | Ladda upp en bild av detta fornminne      |
| Österåker 462:1                        | Stensättning                     |              | Österåker, Uppland  |       | 59.510129, 18.326265 | 10012504620001 | Ladda upp en bild av detta fornminne      |
| Österåker 463:1                        | Stensättning                     |              | Österåker, Uppland  |       | 59.506426, 18.331410 | 10012504630001 | Ladda upp en bild av detta fornminne      |
| Österåker 464:1                        | Stensättning                     |              | Österåker, Uppland  |       | 59.509728, 18.330175 | 10012504640001 | Ladda upp en bild av detta fornminne      |
| Österåker 472:1                        | Stensättning                     |              | Österåker, Uppland  |       | 59.491643, 18.379981 | 10012504720001 | Ladda upp en bild av detta fornminne      |
| Österåker 472:2                        | Stensättning                     |              | Österåker, Uppland  |       | 59.491607, 18.379728 | 10012504720002 | Ladda upp en bild av detta fornminne      |
| Österåker 475:1                        | Stensättning                     |              | Österåker, Uppland  |       | 59.494105, 18.381751 | 10012504750001 | Ladda upp en bild av detta fornminne      |
| Österåker 476:1                        | Gravfält                         |              | Österåker, Uppland  |       | 59.493612, 18.383051 | 10012504760001 | Ladda upp en bild av detta fornminne      |
| Österåker 477:1                        | Gravfält                         |              | Österåker, Uppland  |       | 59.492842, 18.384586 | 10012504770001 | Ladda upp en bild av detta fornminne      |
| Österåker 485:1                        | Hällristning                     |              | Österåker, Uppland  |       | 59.447311, 18.277125 | 10012504850001 | Ladda upp en bild av detta fornminne      |
| Österåker 487:1                        | Stensättning                     |              | Österåker, Uppland  |       | 59.502289, 18.330498 | 10012504870001 | Ladda upp en bild av detta fornminne      |
| Österåker 488:1                        | Stensättning                     |              | Österåker, Uppland  |       | 59.502635, 18.332003 | 10012504880001 | Ladda upp en bild av detta fornminne      |
| Österåker 489:1                        | Stensättning                     |              | Österåker, Uppland  |       | 59.502603, 18.333647 | 10012504890001 | Ladda upp en bild av detta fornminne      |
| Österåker 501                          | Hög                              |              | Österåker, Uppland  |       | 59.468267, 18.273914 | 12000000001795 | Ladda upp en bild av detta fornminne      |
| Österåker 502                          | Stensättning                     |              | Österåker, Uppland  |       | 59.468318, 18.271166 | 12000000001796 | Ladda upp en bild av detta fornminne      |
| Österåker 503                          | Stensättning                     |              | Österåker, Uppland  |       | 59.468275, 18.271318 | 12000000001797 | Ladda upp en bild av detta fornminne      |
| Österåker 504                          | Hög                              |              | Österåker, Uppland  |       | 59.468213, 18.273653 | 12000000001798 | Ladda upp en bild av detta fornminne      |
| Österåker 506                          | Stensättning                     |              | Österåker, Uppland  |       | 59.468183, 18.274067 | 12000000001800 | Ladda upp en bild av detta fornminne      |
| Österåker 507                          | Stensättning                     |              | Österåker, Uppland  |       | 59.468405, 18.271207 | 12000000001801 | Ladda upp en bild av detta fornminne      |
| Österåker 510                          | Spärranordning                   |              | Österåker, Uppland  |       | 59.465000, 18.266331 | 12000000005874 | Ladda upp en bild av detta fornminne      |
| Österåker 515                          | Stensättning                     |              | Österåker, Uppland  |       | 59.487231, 18.328919 | 12000000028900 | Ladda upp en bild av detta fornminne      |
| Österåker 535                          | Spärranordning                   |              | Österåker, Uppland  |       | 59.469276, 18.258424 | 12000000094866 | Ladda upp en bild av detta fornminne      |

## Östra Ryd
| Namn                       | Lämningstyp             | Tillkomsttid | Historisk indelning | Plats            | Läge                 | ID-nr          | Bild                                      |
| -------------------------- | ----------------------- | ------------ | ------------------- | ---------------- | -------------------- | -------------- | ----------------------------------------- |
| Östra Ryd 31:1             | Hög                     |              | Östra Ryd, Uppland  |                  | 59.438179, 18.254683 | 10012600310001 | Ladda upp en bild av detta fornminne      |
| Östra Ryd 31:2             | Stensättning            |              | Östra Ryd, Uppland  |                  | 59.438240, 18.254514 | 10012600310002 | Ladda upp en bild av detta fornminne      |
| Östra Ryd 31:3             | Stensättning            |              | Östra Ryd, Uppland  |                  | 59.438294, 18.254413 | 10012600310003 | Ladda upp en bild av detta fornminne      |
| Östra Ryd 33:1             | Stensättning            |              | Östra Ryd, Uppland  |                  | 59.436179, 18.260717 | 10012600330001 | Ladda upp en bild av detta fornminne      |
| Östra Ryd 33:2             | Stensättning            |              | Östra Ryd, Uppland  |                  | 59.436075, 18.260770 | 10012600330002 | Ladda upp en bild av detta fornminne      |
| Östra Ryd 33:3             | Stensättning            |              | Östra Ryd, Uppland  |                  | 59.435970, 18.260730 | 10012600330003 | Ladda upp en bild av detta fornminne      |
| Östra Ryd 33:4             | Stensättning            |              | Östra Ryd, Uppland  |                  | 59.435875, 18.260724 | 10012600330004 | Ladda upp en bild av detta fornminne      |
| Östra Ryd 34:1             | Gravfält                |              | Östra Ryd, Uppland  |                  | 59.450014, 18.186704 | 10012600340001 | Ladda upp en bild av detta fornminne      |
| Östra Ryd 37:1             | Gravfält                |              | Östra Ryd, Uppland  |                  | 59.441666, 18.222874 | 10012600370001 | Ladda upp en bild av detta fornminne      |
| Östra Ryd 38:1             | Stensättning            |              | Östra Ryd, Uppland  |                  | 59.440580, 18.222883 | 10012600380001 | Ladda upp en bild av detta fornminne      |
| Östra Ryd 39:1             | Gravfält                |              | Östra Ryd, Uppland  |                  | 59.440307, 18.224678 | 10012600390001 | Ladda upp en bild av detta fornminne      |
| Östra Ryd 40:1             | Gravfält                |              | Östra Ryd, Uppland  |                  | 59.439731, 18.224474 | 10012600400001 | Ladda upp en bild av detta fornminne      |
| Östra Ryd 42:1             | Gravfält                |              | Östra Ryd, Uppland  |                  | 59.442883, 18.221383 | 10012600420001 | Ladda upp en bild av detta fornminne      |
| Östra Ryd 43:1             | Stensättning            |              | Östra Ryd, Uppland  |                  | 59.422779, 18.211752 | 10012600430001 | Ladda upp en bild av detta fornminne      |
| Östra Ryd 44:1             | Gravfält                |              | Östra Ryd, Uppland  |                  | 59.451512, 18.216496 | 10012600440001 | Ladda upp en bild av detta fornminne      |
| Östra Ryd 45:1             | Gravfält                |              | Östra Ryd, Uppland  |                  | 59.447450, 18.219241 | 10012600450001 | Ladda upp en bild av detta fornminne      |
| Östra Ryd 46:1             | Stensättning            |              | Östra Ryd, Uppland  |                  | 59.449262, 18.218424 | 10012600460001 | Ladda upp en bild av detta fornminne      |
| Östra Ryd 47:1             | Gravfält                |              | Östra Ryd, Uppland  |                  | 59.447661, 18.186826 | 10012600470001 | Ladda upp en bild av detta fornminne      |
| Östra Ryd 48:1             | Stensättning            |              | Östra Ryd, Uppland  |                  | 59.446862, 18.177703 | 10012600480001 | Ladda upp en bild av detta fornminne      |
| Östra Ryd 49:1             | Stensättning            |              | Östra Ryd, Uppland  |                  | 59.443701, 18.166233 | 10012600490001 | Ladda upp en bild av detta fornminne      |
| Östra Ryd 50:1             | Stensättning            |              | Östra Ryd, Uppland  |                  | 59.433869, 18.154901 | 10012600500001 | Ladda upp en bild av detta fornminne      |
| Östra Ryd 51:1             | Stensättning            |              | Östra Ryd, Uppland  |                  | 59.434438, 18.157404 | 10012600510001 | Ladda upp en bild av detta fornminne      |
| Östra Ryd 52:1             | Stensättning            |              | Östra Ryd, Uppland  |                  | 59.434636, 18.151277 | 10012600520001 | Ladda upp en bild av detta fornminne      |
| Östra Ryd 53:1             | Stensättning            |              | Östra Ryd, Uppland  |                  | 59.464836, 18.201080 | 10012600530001 | Ladda upp en bild av detta fornminne      |
| Östra Ryd 54:1             | Stensättning            |              | Östra Ryd, Uppland  |                  | 59.466180, 18.200993 | 10012600540001 | Ladda upp en bild av detta fornminne      |
| Östra Ryd 61:1             | Runristning             |              | Östra Ryd, Uppland  | Östra Ryds kyrka | 59.448610, 18.196271 | 10012600610001 | Ladda upp en till bild av detta fornminne |
| Östra Ryd 61:2             | Runristning             |              | Östra Ryd, Uppland  |                  | 59.448716, 18.196292 | 10012600610002 | Ladda upp en bild av detta fornminne      |
| Östra Ryd 67:1             | Hög                     |              | Östra Ryd, Uppland  |                  | 59.453326, 18.195893 | 10012600670001 | Ladda upp en bild av detta fornminne      |
| Östra Ryd 68:1             | Stensättning            |              | Östra Ryd, Uppland  |                  | 59.447164, 18.181821 | 10012600680001 | Ladda upp en bild av detta fornminne      |
| Östra Ryd 86:1             | Stensättning            |              | Östra Ryd, Uppland  |                  | 59.438932, 18.228927 | 10012600860001 | Ladda upp en bild av detta fornminne      |
| Östra Ryd 89:1             | Stensättning            |              | Östra Ryd, Uppland  |                  | 59.462898, 18.201968 | 10012600890001 | Ladda upp en bild av detta fornminne      |
| Östra Ryd 90:1             | Gravfält                |              | Östra Ryd, Uppland  |                  | 59.447462, 18.185443 | 10012600900001 | Ladda upp en bild av detta fornminne      |
| Östra Ryd 101:1            | Gravfält                |              | Östra Ryd, Uppland  |                  | 59.452717, 18.219856 | 10012601010001 | Ladda upp en bild av detta fornminne      |
| Östra Ryd 103:1            | Runristning             |              | Östra Ryd, Uppland  |                  | 59.453952, 18.197647 | 10012601030001 | Ladda upp en bild av detta fornminne      |
| Östra Ryd 105:1            | Gravfält                |              | Östra Ryd, Uppland  |                  | 59.451024, 18.215580 | 10012601050001 | Ladda upp en bild av detta fornminne      |
| Östra Ryd 107:1            | Gravfält                |              | Östra Ryd, Uppland  |                  | 59.450031, 18.219243 | 10012601070001 | Ladda upp en bild av detta fornminne      |
| Östra Ryd 108:1            | Gravfält                |              | Östra Ryd, Uppland  |                  | 59.450885, 18.218215 | 10012601080001 | Ladda upp en bild av detta fornminne      |
| Östra Ryd 110:1            | Stensättning            |              | Östra Ryd, Uppland  |                  | 59.481740, 18.194896 | 10012601100001 | Ladda upp en bild av detta fornminne      |
| Östra Ryd 111:1            | Stensättning            |              | Östra Ryd, Uppland  |                  | 59.485248, 18.192779 | 10012601110001 | Ladda upp en bild av detta fornminne      |
| Östra Ryd 111:2            | Stensättning            |              | Östra Ryd, Uppland  |                  | 59.485348, 18.192599 | 10012601110002 | Ladda upp en bild av detta fornminne      |
| Östra Ryd 111:3            | Stensättning            |              | Östra Ryd, Uppland  |                  | 59.485526, 18.192510 | 10012601110003 | Ladda upp en bild av detta fornminne      |
| Östra Ryd 112:1            | Stensättning            |              | Östra Ryd, Uppland  |                  | 59.484292, 18.191158 | 10012601120001 | Ladda upp en bild av detta fornminne      |
| Östra Ryd 113:1            | Röse                    |              | Östra Ryd, Uppland  |                  | 59.488660, 18.193779 | 10012601130001 | Ladda upp en bild av detta fornminne      |
| Östra Ryd 115:1            | Stensättning            |              | Östra Ryd, Uppland  |                  | 59.492933, 18.165821 | 10012601150001 | Ladda upp en bild av detta fornminne      |
| Östra Ryd 116:1            | Stensättning            |              | Östra Ryd, Uppland  |                  | 59.484802, 18.167559 | 10012601160001 | Ladda upp en bild av detta fornminne      |
| Östra Ryd 117:1            | Gravfält                |              | Östra Ryd, Uppland  |                  | 59.496403, 18.151871 | 10012601170001 | Ladda upp en bild av detta fornminne      |
| Östra Ryd 118:1            | Stensättning            |              | Östra Ryd, Uppland  |                  | 59.475677, 18.157448 | 10012601180001 | Ladda upp en bild av detta fornminne      |
| Östra Ryd 119:1            | Gravfält                |              | Östra Ryd, Uppland  |                  | 59.475774, 18.154134 | 10012601190001 | Ladda upp en bild av detta fornminne      |
| Östra Ryd 125:1            | Stensättning            |              | Östra Ryd, Uppland  |                  | 59.481655, 18.196301 | 10012601250001 | Ladda upp en bild av detta fornminne      |
| Östra Ryd 126:1            | Stensättning            |              | Östra Ryd, Uppland  |                  | 59.485177, 18.191240 | 10012601260001 | Ladda upp en bild av detta fornminne      |
| Östra Ryd 127:1            | Stensättning            |              | Östra Ryd, Uppland  |                  | 59.488239, 18.194125 | 10012601270001 | Ladda upp en bild av detta fornminne      |
| Östra Ryd 127:2            | Stensättning            |              | Östra Ryd, Uppland  |                  | 59.488140, 18.193828 | 10012601270002 | Ladda upp en bild av detta fornminne      |
| Östra Ryd 127:3            | Stensättning            |              | Östra Ryd, Uppland  |                  | 59.488148, 18.193630 | 10012601270003 | Ladda upp en bild av detta fornminne      |
| Östra Ryd 128:1            | Stensättning            |              | Östra Ryd, Uppland  |                  | 59.495754, 18.154747 | 10012601280001 | Ladda upp en bild av detta fornminne      |
| Östra Ryd 128:2            | Stensättning            |              | Östra Ryd, Uppland  |                  | 59.495848, 18.154779 | 10012601280002 | Ladda upp en bild av detta fornminne      |
| Östra Ryd 131:1            | Gravfält                |              | Östra Ryd, Uppland  |                  | 59.453146, 18.196927 | 10012601310001 | Ladda upp en bild av detta fornminne      |
| Östra Ryd 146:1            | Stensättning            |              | Östra Ryd, Uppland  |                  | 59.462638, 18.187549 | 10012601460001 | Ladda upp en bild av detta fornminne      |
| Östra Ryd 146:2            | Stensättning            |              | Östra Ryd, Uppland  |                  | 59.462628, 18.187730 | 10012601460002 | Ladda upp en bild av detta fornminne      |
| Östra Ryd 170:1            | Stensättning            |              | Östra Ryd, Uppland  |                  | 59.473463, 18.198001 | 10012601700001 | Ladda upp en bild av detta fornminne      |
| Östra Ryd 171:1            | Röse                    |              | Östra Ryd, Uppland  |                  | 59.475194, 18.198666 | 10012601710001 | Ladda upp en bild av detta fornminne      |
| Östra Ryd 171:2            | Röse                    |              | Östra Ryd, Uppland  |                  | 59.475152, 18.199072 | 10012601710002 | Ladda upp en bild av detta fornminne      |
| Östra Ryd 221:1            | Stensättning            |              | Östra Ryd, Uppland  |                  | 59.496555, 18.162674 | 10012602210001 | Ladda upp en bild av detta fornminne      |
| Rosenkälla (Östra Ryd 237) | Husgrund, historisk tid |              | Östra Ryd, Uppland  |                  | 59.497415, 18.160902 | 12000000053662 | Ladda upp en bild av detta fornminne      |